# 落合豊三郎
落合 豊三郎（おちあい とよさぶろう、旧字体：落合 豐三郞、文久元年2月28日（1861年4月7日） - 1934年（昭和9年）3月31日）は、日本陸軍の軍人。最終階級は陸軍中将。

## 経歴
松江藩士・落合鍬蔵の三男として江戸で生まれる。陸軍幼年学校を経て、1879年（明治12年）12月、工兵少尉に任官。1880年（明治13年）12月、陸軍士官学校（旧3期）工兵科を卒業。1886年（明治19年）12月、陸軍大学校（2期）を優等で卒業した。
参謀本部第3局第1課員、参謀本部第1局員、陸大教官、ドイツ公使館付などを経て、1894年（明治27年）9月、第2軍参謀に発令され日清戦争に出征。その後、陸大教官、イタリア公使館付、参謀本部第5部長、兼中部都督部参謀長、兼参謀本部第4部長などを経て、1903年（明治36年）5月、陸軍少将に進級した。
日露戦争では、第2軍参謀長として出征した。その際、部下の由比光衛参謀副長と対立し、由比は奉天会戦直前に第8師団参謀長に転出した。以後、韓国駐剳軍参謀長、満州軍参謀、同軍総兵站監部参謀長、関東総督府陸軍参謀長、第1師団司令部付、交通兵旅団長、工兵監などを歴任し、1910年（明治43年）3月、陸軍中将に昇進。1914年（大正3年）5月、東京湾要塞司令官となり翌月に待命。同年8月、予備役に編入され、1924年（大正13年）4月に後備役となった。

## 栄典
位階
- 1914年（大正3年）9月1日 - 従三位[5]

勲章等
- 1889年（明治22年）11月29日 - 大日本帝国憲法発布記念章[6]
- 1895年（明治28年）
  - 9月20日 - 単光旭日章・功四級金鵄勲章[7]
  - 11月18日 - 明治二十七八年従軍記章[8]
- 1896年（明治29年）11月25日 - 勲五等瑞宝章[9]
- 1902年（明治35年）5月10日 - 明治三十三年従軍記章[10]
- 1906年（明治39年）4月1日 - 功二級金鵄勲章、勲二等旭日重光章、明治三十七八年従軍記章[11]
- 1915年（大正4年）11月10日 - 大礼記念章[12]

## 親族
- 長男 落合鎮彦（満州国軍中将）[1]
- 孫 落合秀正（陸軍大尉）[1]
- 娘婿 園周次（海軍中佐）（伯爵園基祥次男　現青山御流家元園基信　祖父）・高橋真八（陸軍中将）・岡崎清三郎（陸軍中将）[1]

## 著書
- 『孫子例解』軍事教育会、1917年。